# بسام الصباغ
بسام الصباغ (مواليد 1 كانون الثاني 1969 في حلب) دبلوماسي وسياسي سوري شغل منصب وزير الخارجية والمغتربين في حكومة محمد غازي الجلالي من 23 أيلول 2024 إلى 10 كانون الأول 2024 بعد يومين من سقوط نظام الأسد.
شغل قبلها منصب نائب وزير الخارجية والمغتربين منذ آب 2023، ومنصب المندوب سوريا الدائم لدى الأمم المتحدة في نيويورك منذ 22 نوفمبر 2020 وحتى آب 2023، كما شغل منصب مندوب سوريا الدائم لدى مكتب الأمم المتحدة في فيينا، ومندوبها الدائم لدى منظمة حظر الأسلحة الكيميائية، وأيضًا مندوبها الدائم لدى الوكالة الدولية للطاقة الذرية.

## النشأة
ولد في 1 يناير 1969 في حلب، سوريا. تخرج في جامعة حلب عام 1993 متخصصًا في العلاقات الدولية، وحصل على درجة البكالوريوس في العلوم السياسية من المعهد العالي للعلوم السياسية بدمشق.
ألقى كلمة في المناقشة العامة للدورة الثامنة والسبعين للجمعية العامة للأمم المتحدة في عام 2023. عُين وزيرًا للخارجية والمغتربين في 23 سبتمبر 2024.

## السيرة المهنية
- 1994-1995 - ملحق بوزارة الخارجية السورية؛
- 1995-2000 - سكرتير ثان ثم أول في السفارة السورية في واشنطن؛
- 2000-2001 - مدير بديل في مكتب نائب وزير الخارجية؛
- 2001-2006 - مستشار في البعثة الدائمة لسوريا لدى الأمم المتحدة (نيويورك)؛
- 2006-2010 - رئيس الإدارة في وزارة الخارجية السورية؛
- 2010-2013 - الممثل الدائم لسوريا لدى مكتب الأمم المتحدة (فيينا).
- 2010-2020 - سفير لدى النمسا وسلوفاكيا وسلوفينيا وإيطاليا.
- 2010-2020 - ممثل مقيم لدى الوكالة الدولية للطاقة الذرية ومنظمة الأمم المتحدة للتنمية الصناعية ومكتب الأمم المتحدة المعني بالمخدرات والجريمة (فيينا).
- 2013-2020 - الممثل الدائم لسوريا لدى منظمة حظر الأسلحة الكيميائية (لاهاي).
- 2020-2023 - رئيس البعثة السورية لدى مقر الأمم المتحدة في نيويورك.
- 2023-2024 - نائب وزير الخارجية والمغتربين
- 2024 - وزير الخارجية والمغتربين